# 1732 у літературі

## Події
- 7 грудня — відкриття Королівського театру Ковент-Гарден спектаклем за п'єсою Вільяма Конгріва «Шлях світу».
- Завершено будівництво Бібліотеки Триніті Коледжу.

## Книги
- «Алсіфрон, або Незначний філософ» (англ. «Alciphron, or The Minute Philosopher») — праця ірландського філософа Джорджа Берклі.

## Народились
- 6 січня — Матія Антун Релькович, сербський письменник.
- 24 січня — П'єр Бомарше, французький драматург.

## Померли
- 4 грудня — Джон Гей, англійський поет і драматург.